# Lockheed YF-22
El Lockheed Boeing General Dynamics YF-22 fou un prototip de caça de superioritat aèria amb tecnologia furtiva dissenyat per les tres empreses Lockheed, Boeing i General Dynamics per a ésser posat en servei per la Força Aèria dels Estats Units (USAF). L'YF-22 fou introduït a la USAF com a F-22 Raptor l'any 2005, temps després d'haver guanyat la competició ATF contra el Northrop YF-23. Les principals diferències entre l'F-22 i l'YF-22 són a la cabina, als estabilitzadors de cua i a les ales.

## Programa ATF

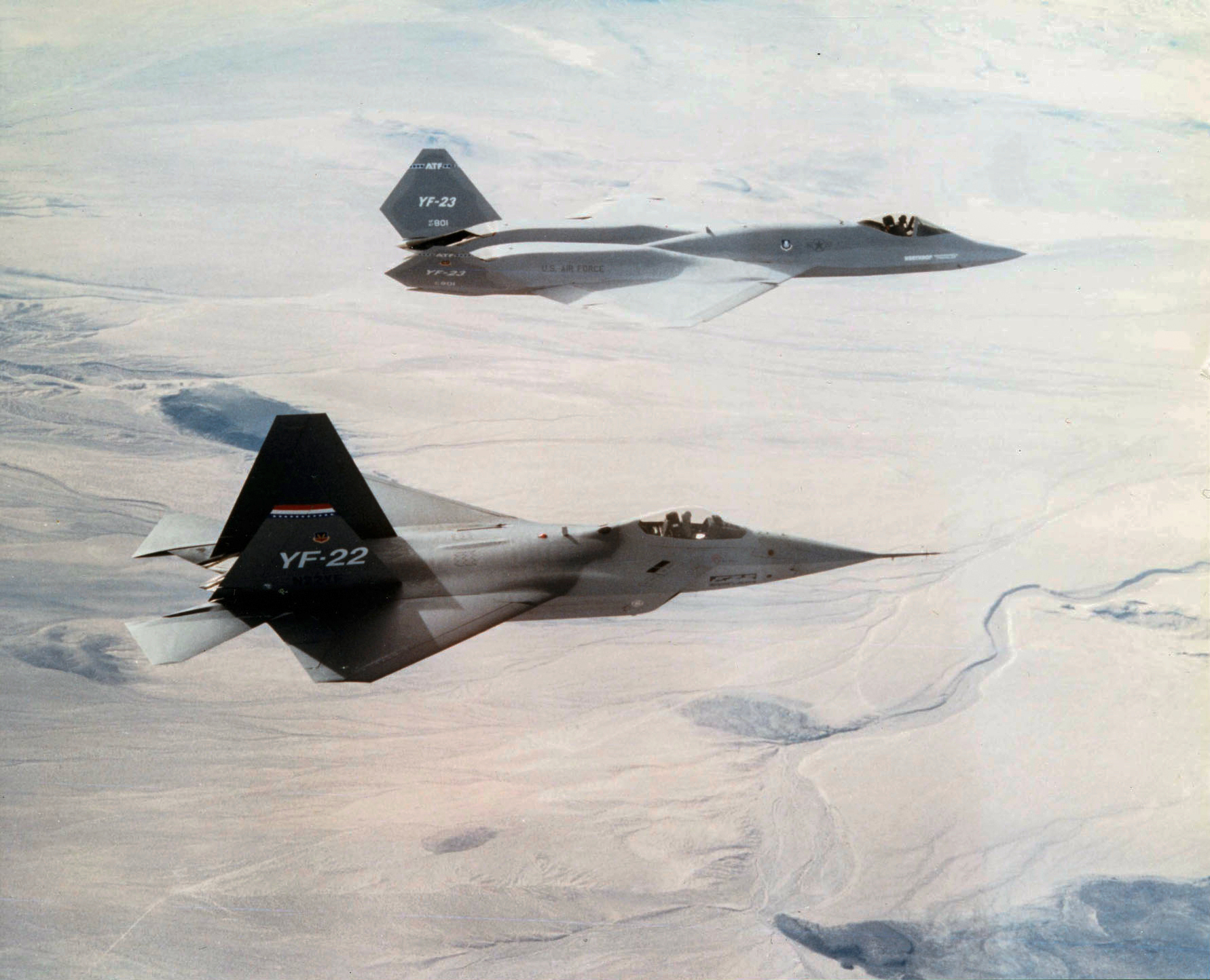
Un YF-23 (al fons) en vol amb un YF-22.

A l'octubre de l'any 1986 foren escollits dos equips d'empreses (El primer: Lockheed, Boeing i General Dynamics. I el segon: Northrop i McDonnell Douglas amb l'objectiu que cadascun d'ells desenvolupés un avió que reemplaçés l'F-15 Eagle. Cada equip va fabricar dos prototips de la seva aeronau per a provar l'avió amb motors diferents. Al primer YF-22 se li incorporà un motor turboventilador amb empenyiment vectorial Pratt & Whitney F119, ja que permetia un menor radi de gir i una valuosa capacitat a combats tancats.
Durant el procés d'avaluació, ja a la dècada dels 1980, les evolucions previstes pel futur, l'augment del pes màxim a l'enlairament i del cost varen provocar suprimir de l'aeronau molts requeriments per l'ATF. Com per exemple el sistema de cerca i seguiment per infrarojos, que primer fou només degradat a multicolor, després a monocromàtic i posteriorment suprimit. Els radars de cerca lateral també foren eliminats. I els seients projectables foren baixats de nivell tan àmpliament que no eren capaços de cobrir completament l'entorn de vol, la qual cosa donaria lloc més tard a una desgràcia durant les proves de vol.

## Especificacions
Dades de.

### Característiques generals
- Tripulació: 1 pilot.
- Llargada: 19,65 metres (64 ft)
- Envergadura: 13,1 metres (17 ft)
- Altura: 5,39 metres (17 ft)
- Superfície alar: 77,1 m₂
- Pes en buit: 14.970 Kg (33.000 lb)
- Pes carregat: 28,120 Kg (62.000 lb)
- Planta motriu: 2 × Pratt & Whitney YF119-PW-100 o turboventiladors General Electric YF120-GE-100 de 104 kN cada un.

### Rendiment
- Velocitat màxima: Mach 2.2 (2.335 km/h)
- Velocitat de creuer: Mach 1.8 (1.680 km/h)
- Radi de combat: 1.480 km.
- Sostre de servei: 19.000 metres.
- Càrrega g màxima: + 7.9 g